# Fagervattnet
Fagervattnet är en sjö i Torsby kommun i Värmland och ingår i Göta älvs huvudavrinningsområde. Sjön är 16,4 meter djup, har en yta på 0,171 kvadratkilometer och är belägen 362,7 meter över havet. Vid provfiske har abborre och gädda fångats i sjön.

## Delavrinningsområde
Fagervattnet ingår i det delavrinningsområde (669382-132504) som SMHI kallar för Utloppet av Fagervattnet. Medelhöjden är 407 meter över havet och ytan är 1,94 kvadratkilometer. Det finns inga avrinningsområden uppströms utan avrinningsområdet är högsta punkten. Vattendraget som avvattnar avrinningsområdet har biflödesordning 5, vilket innebär att vattnet flödar genom totalt 5 vattendrag innan det når havet efter 390 kilometer. Avrinningsområdet består mestadels av skog (80 procent). Avrinningsområdet har 0,17 kvadratkilometer vattenytor vilket ger det en sjöprocent på 8,7 procent.